# Seznam hlav států v roce 2

## Afrika
- Kušitské království – Natakamani, (1 př. Kr.–20 po Kr.)
- Mauretánie – Juba II., (25 př. Kr.–23 po Kr.)

## Asie
- Čína – Ping, z Dynastie Západní Chan (1 př. Kr. – 5 po Kr.)
- Japonsko – Suinin, legendární Japonský císař (29 př. Kr.–70 po Kr.)
- Korea –
  - Dongbuyeo – Daeso (7 př. Kr.–22 po Kr.)
  - Goguryeo – Yuri (19 př. Kr.– 18 po Kr.)
  - Pekče – Onjo (18 př. Kr.– 28 po Kr.)
  - Silla – Bak Hyeokgeose (57 př. Kr.– 4 po Kr.)
- Kušánská říše – Heraios (cca 1 po Kr. – 30 po Kr.)

## Evropa
- Athény
  - Areius Paianieus, Athénský Archon (1 – 2 po Kr.)
  - Cedeides, Athénský Archon (2- 3 po Kr.)
- Atrebatové – Tincomarus, Atrebatský kníže (20 př. Kr. – 8 po Kr.)
- Bosporská říše – Tiberius Julius Aspurgus, Římský klient (8 př. Kr. – 38 po Kr.)
- Catuvellauni – Tasciovanus, Catuvellaunský kníže (20 př. Kr. – 5/9 po Kr.)
- Česká kotlina – Marobud, Markomanský král (9-6 př. Kr. – 17/18 po Kr.)
- Irsko – Crimthann Nia Náir, Irský velekrál (8 př. Kr.–9 po Kr.)
- Kavkazská Ibérie – Parasmanes II. (1 – 30 po Kr.)
- Odryská Thrácie – Rhoemetalces I. (12 př. Kr.– 12 po Kr.)
- Římské impérium (Principát – Julsko-klaudijská dynastie)
  - Gaius Julius Caesar Octavián, císař Římský (27 př. Kr.– 14 po Kr.)
  - Publius Vinicius, 1. konzul
  - Alfenus Varus, 2. konzul
  - Egyptská provincie – Publius Octavius, římský prefekt (2 – 3 po Kr.)
  - Syrská provincie – Gaius Caesar, římský prefekt (1 př. Kr.– 4 po Kr.)

## Blízký východ
- Arménie – Ariobarzanes II. (2 př. Kr.- 4 po Kr.)
- Judea
  - Herodes Archelaos, etnarcha Judska a Samařska (4 př. Kr.– 6 po Kr.)
  - Héródés Antipas, tetrarch v Galileji a Pereji (4 př. Kr.– 39 po Kr.)
  - Filip I. Herodes, tetrarch Gaulantidy, Bataneje, Trachontidy, Aurantidy a Itureje (4 př.Kr.– 34 po Kr.)
- Charakéné – Attambalos II. (17 př. Kr.– 9 po Kr.)
- Kappadokie – Archeláos (36 př. Kr.– 17 po Kr.)
- Kommagene – Antiochus III. (12 př. Kr.– 17 po Kr.)
- Nabatejské království – Aretas IV. Filopatris (9 př. Kr.– 40 po Kr.)
- Osroéné – Abgar V. z Edessy (4 př. Kr.– 7 po Kr.)
- Parthská říše
  - Fraatés V., Šáhanšáh. Vládl společně se svou matkou. (2 př. Kr.– 4 po Kr.)
- Pontus – Pýthodóris, (8 př. Kr.– 38 po Kr.)